# Чэн-ди (Восточная Цзинь)
Цзиньский Чэн-ди (кит. трад. 晉成帝), личное имя Сыма Янь (кит. трад. 司馬衍, пиньинь Sīmǎ Yǎn), взрослое имя Сыма Шигэнь (кит. трад. 司馬世根, 321 — 26 июля 342) — седьмой император империи Цзинь; третий император эпохи Восточная Цзинь.

## Биография
Сыма Янь был старшим сыном цзиньского наследника престола Сыма Шао и его жены Юй Вэньцзюнь. Когда в 323 году Сыма Шао занял трон в качестве императора Мин-ди, то он сделал Юй Вэньцзюнь императрицей, однако Сыма Янь был объявлен наследником престола лишь в 325 году, незадолго до смерти Мин-ди. Так как на момент смерти Мин-ди Сыма Яню было всего 4 года, то он для управления страной согласно воле Мин-ди был создан регентский совет, в котором были сбалансированно представлены различные существовавшие при дворе группировки.
Вскоре, однако, на ведущие позиции выдвинулся Юй Лян — брат вдовствующей императрицы Юй. Его политика привела к мятежу генерала Су Цзюня, который в 328 году захватил столицу Цзянькан и взял малолетнего императора и вдовствующую императрицу в заложники, а его солдаты разграбили город. Вдовствующая императрица вскоре после этого скончалась, а Су Цзюнь создал новое правительство, сделав номинальным регентом Ван Дао.
В начале 329 года Су Цзюнь был разгромлен, однако гражданская война истощила страну и разорила Цзянькан, в результате чего даже рассматривался вопрос о переносе столицы. Воспользовавшись ослаблением Восточной Цзинь, войска государства Поздняя Чжао захватили почти весь центральный Китай, а провинция Нинчжоу на западе страны (земли современных провинций Юньнань и Гуйчжоу) перешла государству Чэн.
Осенью 339 года скончался регент Ван Дао, и управление страной взяли в свои руки его помощник Хэ Чун и Юй Бин — младший брат Юй Ляна (сам Юй Лян скончался в начале 340 года). Сяньбийский вождь Мужун Хуан, ранее получивший от цзиньских властей титул Ляодун-хоу, потребовал, чтобы за ним признали титул Янь-ван. После долгих дебатов в правительстве император Чэн-ди лично распорядился, чтобы эта просьба была выполнена.
В конце 341 года император распорядился, чтобы беженцы с севера, прибывшие при императорах Хуай-ди и Минь-ди, но продолжавшиеся числиться по местам своего происхождения, были зарегистрированы по месту их фактического нынешнего проживания, в результате чего они оказались уравнены в правах с местными жителями, а местные власти получили увеличение официального людского ресурса.
Летом 342 года император Чэн-ди опасно заболел. У него было два сына от наложницы Чжоу — Сыма Пи и Сыма И. Так как оба они были младенцами, то Юй Бин, опасаясь, что в случае назначения преемником кого-либо из них род Юй окажется отстранённым от власти, указал императору, что в условиях противостояния с государством Поздняя Чжао императором следует сделать кого-либо более взрослого. Чэн-ди согласился с доводами и, несмотря на протесты Хэ Чуна, назначил наследником престола своего младшего брата, Ланъе-вана Сыма Юэ. Вскоре после этого он скончался.

## Девизы правления
- Тайнин (太寧 Tàiníng) 325
- Сяньхэ (咸和 Xiánhé) 326—334
- Сянькан (咸康 Xiánkāng) 335—342